# André Hübner-Ochodlo

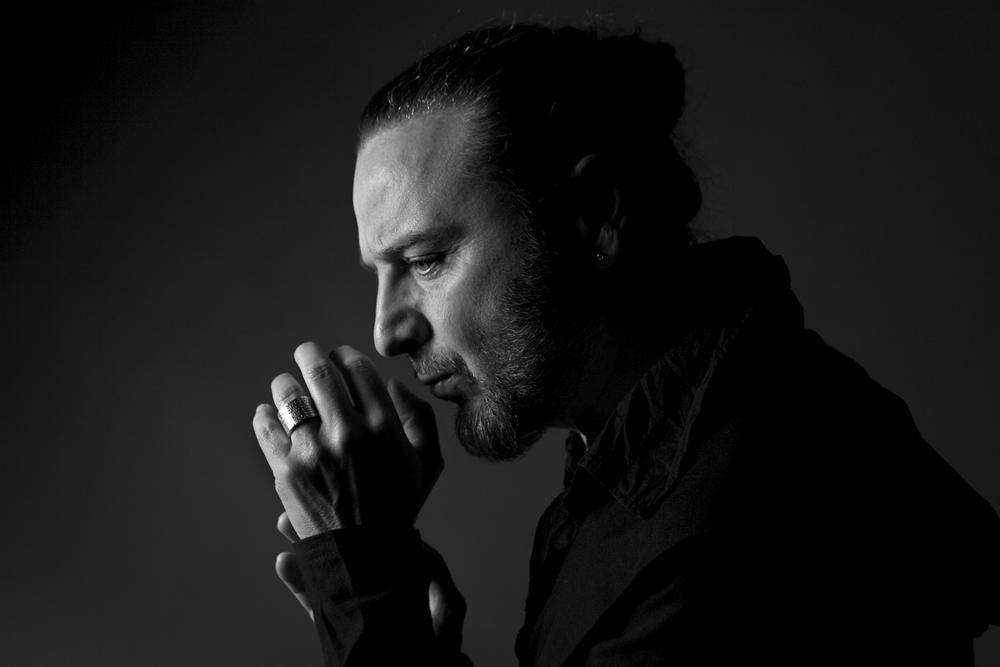
André Ochodlo

André Ochodlo (* 1963 in Plauen als André Hübner-Ochodlo) ist ein deutscher Theaterregisseur und Chansonnier.
Ochodlo studierte Mitte der 1980er Jahre an der Universität Gießen Angewandte Theaterwissenschaft bei Professor Andrzej Wirth. Nach einem Studienaufenthalt in Moskau, wo er die Proben des Taganka-Theaters beobachtete, und in Warschau am Jüdischen Theater, verlegte er 1985 seinen Wohnsitz nach Polen, wo er seitdem lebt. Am Musiktheater in Gdynia begann er ein vierjähriges Studium an der dortigen Musicalschauspielschule. Mit Schauspielstudenten gründete er in dieser Zeit eine alternative Theatergruppe unter dem Namen Teatr Atelier, deren Leiter er weiterhin ist. Mit dieser Gruppe entstanden vor allem polnische Uraufführungen deutscher Dramatiker. 
Im Juli 1990 kam André Ochodlo mit einem jungen polnischen Ensemble zum theatrium – Junges Europäisches Theater in Menden/Sauerland, einem von Volker Fleige initiierten und entwickelten Theaterprojekt. Dort erlebte am 4. September das Musiktheater „Der Traum vom Leben oder: On und Ona und das Paradies“ seine Uraufführung. Den Text schrieb der Autor und Literaturkritiker Jacek St. Buras, die Musik schuf der Komponist Jerzy Satanowski.
Seit Mitte der 1990er Jahre hat das Ensemble ein eigenes kleines Theater am Strand von Sopot, welches in der Sommermonaten modernes Theater spielt und Chansonabende präsentiert, die vor allem auch von Touristen gut angenommen werden. Seit 1994 arbeitete er eng mit der polnischen Schriftstellerin und Songtexterin Agnieszka Osiecka zusammen. Nach ihrem Tod 1997 erhielt das Teatr Atelier ihren Namen.
Neben seiner Regietätigkeit begann er eine Karriere als Interpret jiddischer Lieder und zählt heute zu den anerkanntesten Künstlern in Europa, die sich um die Erinnerung an jiddischer Poesie längst vergangener Zeiten verdient machen. Seine Programme führte er in Schweden, Deutschland (u. a. Unterhaus in Mainz), Dänemark, Israel, USA und Kanada auf. Das ZDF porträtierte ihn für die Sendung Aspekte.

## Wichtige Inszenierungen (jeweils polnische Uraufführungen)
- 1989: Hamletmaschine von Heiner Müller
- 1990: Judith von Friedrich Hebbel
- 1992: Quartett von Heiner Müller
- 1994: Weisman und Rotgesicht von George Tabori
- 1996: Jubiläum von George Tabori
- 2001: Der graue Engel von Moritz Rinke